# Madelon Baans
Madelon Baans (ur. 8 października 1977 w Rotterdamie) – holenderska pływaczka, specjalizująca się w stylu klasycznym.
Trzykrotna brązowa medalistka mistrzostw Europy na krótkim basenie w sztafecie 4 × 50 metrów stylem zmiennym z Sheffield (1998), Antwerpii (2001) oraz Riesy (2002). W 2004 roku została również brązową medalistką mistrzostw Europy w Madrycie w sztafecie 4 × 100 metrów stylem zmiennym.
Wystartowała na igrzyskach olimpijskich w Atlancie (1996) w wyścigu na 100 metrów stylem klasycznym (21. miejsce) i w sztafecie 4 × 100 metrów stylem zmiennym (12. miejsce). 4 lata później podczas igrzysk olimpijskich w Sydney była 15. na 100 metrów żabką oraz 14. w sztafecie 4 × 100 m stylem zmiennym. W 2004 roku w Atenach w wyścigu na 100 metrów stylem klasycznym uplasowała się na 21. miejscu, a wspólnie z koleżankami w reprezentacji w sztafecie 4 × 100 metrów stylem zmiennym była 6.